# 아이치현 제5구
아이치현 제5구는 1994년 공직선거법 개정으로 신설된 일본 중의원 선거구다. 현재 지역구 의원은 공석이다.

## 역대 국회의원
| 선거          | 선거          | 의원              | 정당       |
| ------------- | ------------- | ----------------- | ---------- |
|               | 1996년 제41회 | 아카마쓰 히로타카 | 민주당     |
|               | 2000년 제42회 | 아카마쓰 히로타카 | 민주당     |
| 2003년 제43회 |               | 아카마쓰 히로타카 | 민주당     |
|               | 2005년 제44회 | 기무라 다카히데   | 자유민주당 |
|               | 2009년 제45회 | 아카마쓰 히로타카 | 민주당     |
|               | 2012년 제46회 | 간다 겐지         | 자유민주당 |
|               | 2014년 제47회 | 아카마쓰 히로타카 | 민주당     |
|               | 2017년 제48회 | 아카마쓰 히로타카 | 입헌민주당 |